# Guerra de Achém
A Guerra de Achém ( em indonésio:  Perang Aceh), também conhecida como Guerra Holandesa (1873–1904), foi uma guerra entre o Sultanato de Achém e o Reino dos Países Baixos, desencadeada por discussões entre representantes do Sultanato de Achém e dos Estados Unidos em Cingapura durante o início de 1873. A guerra fez parte de uma série de conflitos no fim do século XIX que consolidaram o domínio holandês sobre a atual Indonésia.
A campanha gerou polêmicas nos Países Baixos, pois foram divulgadas fotos e relatos do número de mortos. Insurgências sangrentas isoladas continuaram até 1914 e formas menos violentas de resistência Acehnêsa continuaram a persistir até a Segunda Guerra Mundial e a ocupação japonesa.

## Fundo
Durante grande parte do século XIX, a independência de Achém foi garantida pelo Tratado Anglo-Holandês de 1824 . Durante a década de 1820, Achém tornou-se uma potência política e de comércio regional, fornecendo metade das pimentas do mundo, o que aumentou as receitas e a influência dos rajas feudais locais. A crescente demanda européia e americana por suas pimenta levou a uma série de escaramuças e controntos diplomáticos entre britânicos, franceses e americanos. Durante o reinado do sultão de Achém Alauddin Ibrahim Mansur Syah, o Sultanato de Achém Trouxe as rajas regionais sob o seu controle e estendeu o seu domínio sobre a costa leste. No entanto, essa expansão para o sul colidiu com a expansão para o norte das Índias Orientais Neerlandesas na ilha de Sumatra.
Seguindo a abertura do Canal de Suez em 1869 e a mudança das rótas marítimas europeias, os britânicos e Neerlandeses assinaram o Tratado Anglo-Holandês de Sumatra de 1871, que acabou com as reivindicações territoriais britânicas de Sumatra, permitindo aos holandeses uma mão livre dentro de sua esfera de influência no Sudeste Asiático Marítimo, entregando a responsabilidade de verificar a pirataria que occore na região. Em troca, o Reino Unido ganhou o controle da Costa do Ouro holandesa na África e direitos comerciais iguais no Sultanato de Siak Sri Indrapura. As ambições territoriais holandesas na Região de Achém foram alimentadas pelo desejo de explorar seus recursos naturais na região,  como especialmente pimenta-do-reino e azeite, e de eliminar um Estado nativo independente. Os Neerlandeses também procuraram afastar particularmente os britânicos e os franceses.

## Operações de Combate

### Estratégias
Os holandeses tentaram várias estratégias ao longo do tempo na guerra, ataques rápidos únicos no ano de 1873 falharam, o que os levou a tentarem fazer um bloqueio naval, esforços de reconciliação, concentração dentro de uma linha de fortes e, finalmente, contenção passiva. Tudo isso teve pouco sucesso. As operações custam de 15 a 20 milhões de Florins neerlandeses  por ano, o que quase levou o governo colonial à falência.

### Primeira Ofensiva Holandesa
No ano de 1873, ocorreram negociações em Cingapura entre os representantes do Sultanato de Achém e o cônsul americano local sobre um potencial tratado bilateral. Os holandeses viram isso como uma violação de um acordo anterior com os britânicos em 1871 e usaram isso como uma oportunidade para anexar Aceh militarmente..Uma expedição sob o comando do maior-general holandês Johan Harmen Rudolf Köhler foi enviada no dia 26 de março de 1873, que bombardeou a cidade de Banda Achém a maior cidade do Sultanato de Achém, e conseguiu ocupar a maior parte das áreas costeiras no mês de abril. Era intenção dos holandeses atacar e tomar o palácio do sultão de Achém para eles, o que levaria também à ocupação de todo o país. O sultão Alauddin Mahmud Syah II solicitou e possivelmente recebeu ajuda mílitar dos Italianos e do Reino Unido na Cidade de Cingapura. Em qualquer caso, o Exército Achém foi rapidamente modernizado e ampliado com números variando de 10.000 a 100.000 Tropas. Subestimando as habilidades militares dos Acehneses, os holandeses cometeram alguns erros táticos e sofreram algumas perdas, incluindo a morte de Johan Köhler e 80 soldados. Essas derrotas minaram os moral e os prestígio dos holandeses na região.
Os Holandeses forçados a recuar, impuseram um bloqueio naval ao Sultanato de Achém. Em uma tentativa de preservar a independência de Achém, o Sultão Alauddin Mahmud Syah II Chamou às outras potências ocidentais e à Turquia por ajuda direta, mas sem nenhum sucesso. Enquanto o cônsul americano era simpático, o governo americano permaneceu em neutralidade. Devido à sua fraca posição no cenário político internacional, o Império Otomano era impotente e os britânicos se recusaram a intervir devido às suas relações com a holanda. Apenas os franceses concordaram em responder ao apelo pedido de Mahmud.

### Segunda Ofensiva Holandesa

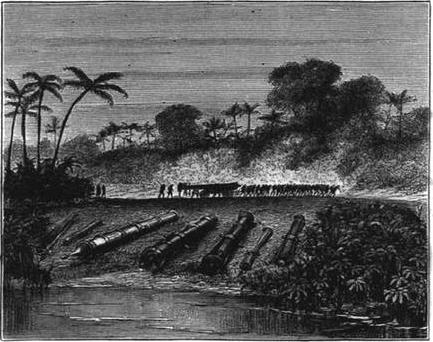
Canhões otomanos e acehneses desmontados após a conquista holandesa de Aceh em 1874. Notícias Ilustradas de Londres

Em novembro do ano de 1873, uma segunda expedição holandesa composta por 13.000 soldados liderados pelo general Jan van Swieten foi despachada para o Sultanato de Achém. A invasão coincidiu com um surto de cólera que matou milhares de pessoas tanto do lado Holandês e tanto do lado acenhês. Em janeiro de 1874, a deterioração das condições forçou O Sultão Alauddin Mahmud Syah II e seus seguidores a abandonar a cidade Banda Achém e recuar para o interior do país. Enquanto isso, as forças holandesas ocuparam a capital e capturaram o simbolicamente importante dalam (palácio do sultão), levando os holandeses a acreditar que haviam vencido. Os ocupantes holandeses então aboliram o Sultanato de Achém e declararam que Aceh seria anexado às Índias Orientais Holandesas propriamente ditas.
Seguindo a morte do Sultão Alauddin Mahmud Syah II de cólera, os Achenhenses proclamaram um jovem neto de Alauddin Ibrahim Mansur Syah, chamado Tuanku Muhammad Daud, como Alauddin Muhammad Da'ud Syah II e continuaram sua luta por Achém nas colinas e território da selva por 10 anos, com pesadas baixas nos 2 lados. Por volta no ano de 1880, a estratégia dos holandeses mudou , em vez de continuar a guerra avançando no território do Sultanato De Achém, eles agora se concentravam na defesa de áreas que já controlavam do Sultanato, que se limitavam principalmente à capital (atual Banda Aceh )  e à cidade portuária de Ulee Lheue . Os bloqueios navais holandeses conseguiram forçar os uleebelang ou chefes seculares a assinar tratados que estendiam o controle holandês ao longo das regiões costeiras. No entanto, os uleebelang usaram suas receitas recém-restauradas para financiar as forças de resistência de Achém.
A intervenção dos holandeses no Sultanato de Achém custou a vida de milhares de soldados e foi um dreno severo nas despesas financeiras do governo colonial. No dia 13 de outubro de 1880, o governo colonial das Índias Orientais Holandeses declarou o fim da guerra e instalou um governo civil, mas continuou gastando pesadamente para manter o controle sobre as áreas que ocupava na região. Em uma tentativa de ganhar o apoio dos acheneses locais, os holandeses reconstruíram a Masjid Raya Baiturrahman ou Grande Mesquita em Banda Achém como um gesto de reconciliação.

### Guerra Santa
A guerra recomeçou no ano de 1883, quando o navio britânico que estava passando por ali Nisero encalhou na Região de Achém, em uma área onde os holandeses tinham pouca influência. Um líder local pediu resgate aos holandeses e aos britânicos e, sob pressão britânica, os holandeses foram forçados a tentar libertar os marinheiros do návio britânico . Depois de uma tentativa holandesa fracassada de resgatar os reféns do local, onde o líder local Teuku Umar foi solicitado a ajudar, mas ele recusou, os holandeses juntamente com os britânicos invadiram o território. O Sultão de Achém entregou os reféns e recebeu em troca uma grande quantia em dinheiro.
O ministro holandês da Guerra, August Willem Philip Weitzel, novamente declarou uma guerra aberta ao Sultanato de Achém, e a guerra continuou com muito pouco sucesso, como antes. Diante de um inimigo tecnologicamente superior, os achenheses recorreram à tática de guerrilha, principalmente armadilhas armadas e emboscadas. As tropas holandesas retaliaram destruindo aldeias de Achém inteiras e assassinando prisioneiros e civis locais. No ano de 1884, os holandeses responderam retirando todas as suas trópas de Achém para uma linha fortificada em torno da Cidade de Banda Achém,,Os holandeses agora também tentaram recrutar líderes locais: o mencionado Umar foi comprado com dinheiro, ópio e armas dos holandeses. Umar recebeu o título de panglima prang besar (Grande comandante de guerra).

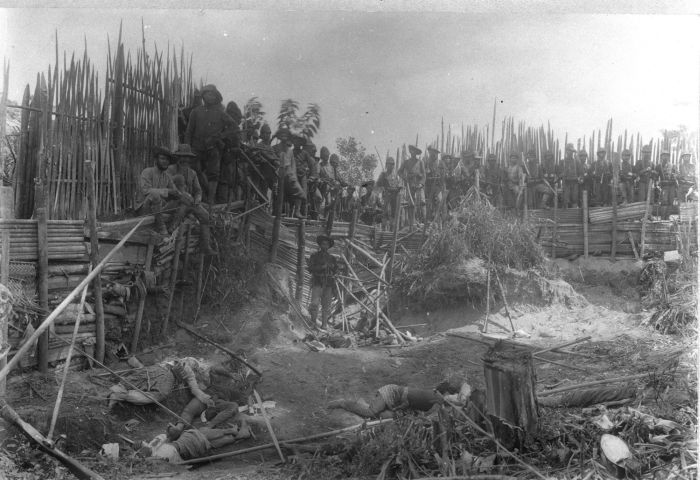
A captura do Forte Kuta Reh, no Alasland, em 14 de junho de 1904, causou centenas de baixas aos indígenas, foto de H.M. Neeb

Umar chamou a si mesmo de Teuku Djohan Pahlawan (Johan, o Heróico). No dia 1 de janeiro de 1894, Umar até recebeu ajuda holandesa para construir um exército. No entanto, dois anos depois, Umar atacou os holandeses com seu novo exército criado, em vez de ajudar os holandeses a subjugar o interior do Sultanato De Achém. Isso está registrado na história holandesa como "Het verraad van Teukoe Oemar" (A Traição de Teuku Umar ). A partir no de meados da década de 1880, a liderança militar do Sultanato de Achém foi dominada por ulemás religiosas, incluindo Teungku Chik di Tiro, que propagou o conceito de uma "guerra santa" por meio de sermões e textos conhecidos como hikayat ou contos poéticos. Os combatentes do Sultanato de Achém se viam como mártires religiosos lutando contra "invasores infiéis".  A essa altura, a Guerra de Achém estava sendo usada como um símbolo da resistência muçulmana no local ao imperialismo ocidental.
No Ano de 1892 e 1893  O Sultanato de Achém permaneceu independente, apesar dos esforços holandeses no local. O maior JB van Heutsz, um líder militar colonial Holandês, escreveu uma série de artigos sobre Achém. Ele foi apoiado pelo Doutor. Christiaan Snouck Hurgronje, da Universidade de Leiden, então o principal especialista holandês em Islã. Hurgronje conseguiu a confiança de muitos líderes do Sultanato de Achém e reuniu informações valiosas para o governo holandês sobre as atividades dos peregrinos indonésios do Hajj.  Suas obras permaneceram um segredo oficial por muitos anos. Na análise de Hurgronje da sociedade achenhnesa, ele minimizou o papel do Sultão de achém Alauddin Muhammad Da'ud Syah II e argumentou que deveria ser dada atenção aos chefes e nobres hereditários, os Ulee Balang, em quem ele achava que podiam confiar como administradores locais. No entanto, ele argumentou, os líderes religiosos do Sultanto de Achém, os ulémas, não eram nada confiáveis ou convencidos a cooperar e deveriam ser destruídos. Como parte de uma política do Sultanato de Achém de dividir e conquistar, Hurgronje exortou a liderança holandesa a ampliar o abismo existente entre a nobreza do Sultanato de Achém e os líderes religiosos.

### Pacificação

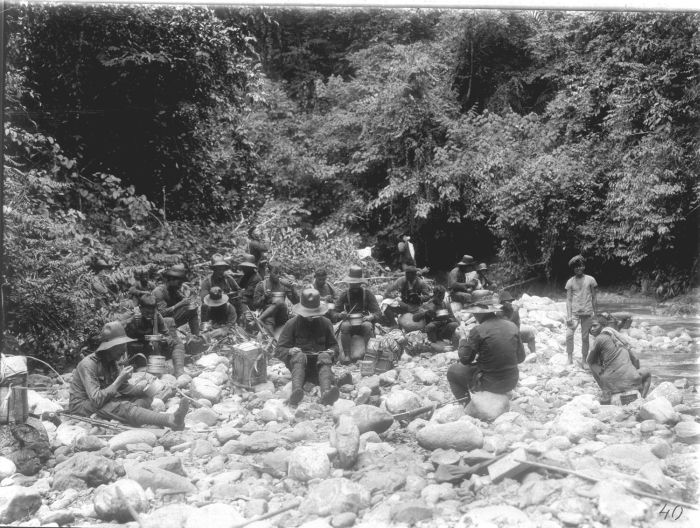
Uma patrulha militar holandesa em pausa durante a Guerra de Aceh, foto de H.M. Neeb

No ano de 1898, Van Heutsz foi proclamado governador de Achém, e com seu tenente, mais tarde o primeiro-ministro holandês Hendrikus Colijn, finalmente conquistaria a maior parte do  Sultanato de Achém. Eles seguiram as sugestões de Hurgronje, encontrando uleebelang cooperativo que os apoiaria no campo e isolando a resistência de sua base de apoio rural.Os holandeses formularam uma nova estratégia de guerra boa de contra-insurgência contra a resistência restante de tropas acenhenses, implantando as unidades Marechaussee com armas leves e usando táticas de terra queimada ou arrasada.Van Heutsz acusou o coronel Gotfried Coenraad Ernst van Daalen de quebrar a resistência restante.
No Ano de 1903, os principais líderes seculares da média resistência achenhesa, incluindo o Sultão de Achém Alauddin Muhammad Da'ud Syah II, Tuanku Raja Keumala, Mahmud e Muda Perkasa capitularam. Durante a campanha de 1904, o coronel van Daalen destruiu várias aldeias, matando pelo menos 2.922 achenhneses, durante a campanha no ano de 1904. As derrotas holandesas foram 26 e Van Daalen foi promovido. Episódios de marcada crueldade militar holandês ocorreram durante este período de tempo. Fotografias de um massacre holandês em junho de 1904 na vila de Kuta Reh do povo Alas,o Massacre de Kuta Reh, tiradas durante a expedição militar holandesa nas regiões de Gayo e Alas em Achém, por exemplo, indicam que assassinatos de grandes grupos de civis de Achém ocorreram em algumas ocasiões no local. No final do ano de 1904, a maior parte do Sultanato de Achém estava sob controle dos holandeses que tinha um governo indígena que cooperava com o estado colonial Da Índias Orientais Holandesas. Os holandeses consolidaram seu controle sobre Achém praticando uma política de tolerância religiosa como forma de dissuadir os acehneses de iniciar uma luta armada.  De acordo com o bom historiador Adrian Vickers, durante toda a guerra de Achém, 50 mil a 60 mil achenheses morreram de violência holadensa e doenças, párticulamente cólera, aproximadamente 2.000 soldados indígenas europeus e aliados foram mortos em combate e mais de 35.000 soldados e trabalhadores morreram de doenças.  A destruição de comunidades inteiras também fez com que 10.000 acehneses fugissem para a região da Malásia . 

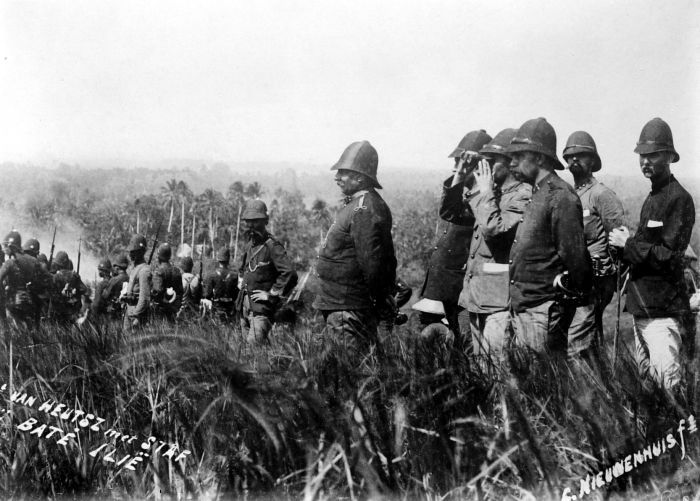
General van Heutz e equipe em uma fotografia de Christiaan Benjamin Nieuwenhuis

Na Holanda nessa época, Van Heutsz era considerado um herói, chamado de 'Chupeta de Achém' e foi promovido a governador-geral de todas as Índias Orientais Holandesas  no ano de 1904. Um monumento que ainda existe para ele foi erguido na capital da holanda de Amsterdã, embora sua imagem e nome tenham sido removidos posteriormente, para protestar contra seu violento legado. O estabelecimento holandês defendeu suas ações No Sultanato de Achém citando um imperativo moral de libertar as massas da opressão e das práticas retrógradas de governantes nativos independentes que não atendiam às normas internacionais aceitas. A Guerra de Achém também encorajou a anexação holandesa de outros estados independentesna indonésia para As Índias Orientais Holandesas, em Bali, Molucas, Bornéu e Sulawesi nos anos de 1901 e 1910.
A influência colonial dos holandeses nas remotas áreas montanhosas de Achém nunca foi substancial, no entanto, e a resistência médiamente limitada da guerrilha de Achém liderada por ulemás religiosos persistiu até 1942, durando por muito tempo.  Incapazes de desalojar os holandeses, muitos dos ulemás gradualmente descontinuaram sua resistência em Achém. A região de Gayo permaneceu um centro de resistência até o ano de 1914. Um intelectual Sayyid Ahmad Khan defendeu a interrupção da " jihad " contra os holandeses.